# Eduard Nicka (Politiker, 1945)
Eduard Nicka  (* 21. April 1945 in Öblarn) ist ein ehemaliger österreichischer Politiker (FPÖ). Er war von 1987 bis 2000 Abgeordneter zum Burgenländischen Landtag, Parteiobmann-Stellvertreter der FPÖ Burgenland und Vizepräsident der Burgenländer Landsmannschaft.
Eduard Nicka wurde als Sohn des nationalsozialistischen Kreisleiters und späteren FPÖ-Landesparteiobmanns Eduard Nicka aus Unterschützen geboren. Er besuchte die Volksschule in Unterschützen und die evangelische Lehrerbildungsanstalt in Oberschützen, an der er 1965 maturierte. Nach dem Präsenzdienst 1966 beim Österreichischen Bundesheer arbeitete Nicka als Volksschullehrer in Pilgersdorf und unterrichtete ab 1968 als Hauptschullehrer in Stadtschlaining. 1971 legte er die Lehramtsprüfung für Hauptschulen für die Fächer Deutsch, Geschichte und Geographie ab. Nicka war in Bad Tatzmannsdorf ansässig und begründete 1981 die Kulturvereinigung Bad Tatzmannsdorf mit. Ab 1981 war er zudem Kurator und Lektor des evangelischen Tochterverbandes Bad Tatzmannsdorf-Sulzriegel. 1988 trat er der FPÖ bei, die er zwischen dem 30. Oktober 1987 und dem 30. Juni 2000 im Burgenländischen Landtag vertrat. 